# Arnas
Arnas är en kommun i departementet Rhône i regionen Auvergne-Rhône-Alpes i östra Frankrike. Kommunen ligger i kantonen Gleizé som tillhör arrondissementet Villefranche-sur-Saône. År 2022 hade Arnas 4 408 invånare.

## Befolkningsutveckling
Antalet invånare i kommunen Arnas
| Referens: INSEE |